# Alfabetització mediàtica
L'alfabetització mediàtica o educació en comunicació correspon al procés d'accedir, analitzar, avaluar i crear missatges dels mitjans de comunicació en una varietat ampla de formes. Utilitza un model basat en la recerca que anima els ciutadans a qüestionar-se sobre el que miren, veuen i llegeixen als mitjans. L'educació i l'alfabetització en mitjans de comunicació proporciona eines per ajudar la ciutadania a analitzar críticament missatges amb l'objectiu de detectar propaganda, censura i prejudicis en els mitjans, entre altres coses. L'alfabetització en mitjans de comunicació aspira a permetre que tothom sigui un creador hàbil i productor de missatges de mitjans de comunicació, que els faciliten una comprensió pel que fa a les possibilitats i limitacions de cada medi. El propòsit de l'alfabetització mediàtica o educació en comunicació ha de transformar el procés de consum de mitjans de comunicació en un procés actiu i crític. En definitiva, doncs, busca dotar l'alumnat del coneixement crític sobre els mitjans de comunicació en general i aconseguir així que tinguin sobre els mitjans la mateixa mirada crítica i reflexiva que sobre altres actes disciplines comunicatives com per exemple la literatura perquè s'entén que els mitjans audiovisuals tenen tanta o més influència que els escrits.Alguns mitjans de comunicació, com la televisió pública catalana, també han volgut contribuir a l'Educació en Comunicació.

## Accés
La comprensió de les barreres d'accés s'ha debatut durant molt de temps en relació als mitjans impresos (augmentant les preocupacions sobre l'educació i la mobilitat social) i la telefonia (centrat en la prestació del servei universal per garantir la participació social). Sh'ha plantejat menys problemes dels mitjans audiovisuals, encara que avui dia la diversifiació i comercialització de canals de televisió posa la participació universal en una cultura compartida i la prestació lliure a tots els cntinguts de servei públic. En relaciói amb els nous mitjans de comunicació, el debat sobre la bretxa digital, examinaa els desafiament de garantir que l'oferta TIC facilita més que la igualtat soscava en l'educació, la participació i la cultura.

## Avaluació
L'avaluació és crucial per a l'alfabetització. Ser capaç d'avaluar el contingut és cap habilitat senzilla; més aviat, l'avaluació crítica es basa en un cos considerable de coneixements sobre els contextos més amplis socials, culturals, econòmics, polítics i històrics en els quals es produeix el contingut de mitjans. El repte es veu agreujada per la World Wide Web, produït en una època d'abundància d'informació, fins i tot de sobrecàrrega. Existeix una gran diferència amb la impressió i audiovisuals, textos que es produeixen en un context d'escassetat, amb poques persones que tenen accés als sistemes de producció i distribució. Ja que això manté la distinció entre productors i consumidors, amb l'operació de filtres clau per seleccionar el material per a ser distribuïts d'acord amb criteris de qualitat cultural, la ideologia, la pressió del mercat o dels valors de producció professional, que era l'operació i les conseqüències d'aquests filtres que formen la peça central mitjans de crítics d'alfabetització. Ara que gairebé qualsevol persona pot produir i difondre continguts d'Internet, amb un menor nombre de tipus i diferents de filtres, la base de l'educació crítica ha d'alterar.

## L'educació en comunicació al currículum escolar
L'educació en comunicació ja forma part dels currículums d'ensenyament de molts països arreu del món (com Suècia, Finlàndia o Dinamarca a Europa o Canadà i EUA a Nord-amèrica) i ha estat recomanat per la Unió Europea a tots els seus membres d'incloure-la als seus currículums. A Catalunya encara no s'hi ha inclòs, tot i que hi ha diferents col·lectius com la Xarxa d'Educació en Comunicació, AulaMèdia o el CAC que ho demanen des de fa anys i que s'ha portat la petició fins al Parlament de Catalunya i el Síndic de greuges. També a la resta de l'Estat hi ha col·lectius que treballen per l'educació en comunicació.
L'educació en comunicació inclou l'anàlisi crítica de antèries com la publicitat, els informatius, les telesèries, el cinema, els videojocs, etc.